# Antonino Monteleone
Antonino Monteleone (Antonimina, 14 marzo 1939) è un medico e politico italiano, senatore dal 1994 al 2001.

## Biografia
È stato senatore nella XII e XIII legislatura del Senato della Repubblica (1994-2001) per il Movimento Sociale Italiano - Destra Nazionale divenuto nel 1995 Alleanza Nazionale.
Ha fatto parte di molte commissioni del Senato:
- Commissione Igiene e Sanità come membro nella XII legislatura e come vicepresidente nella XIII legislatura;
- Commissione Bilancio da maggio 1994 a gennaio 1995;
- Commissione parlamentare d'inchiesta sul sistema sanitario come membro da novembre 1994 a maggio 1996 e come vicepresidente da maggio 1997 a maggio 2001;
- Commissione speciale in materia d'infanzia da dicembre 1997 a maggio 2001;
- Commissione bicamerale per l'infanzia da dicembre 1998 a maggio 2001.